# Carson Pass
Der Carson Pass ist ein 2613 m hoher Gebirgspass über den Kamm der zentralen Sierra Nevada. Er liegt im Eldorado National Forest und im Alpine County im Osten des US-Bundesstaats Kalifornien. Der Pass wird von der California State Route 88 überquert. Er liegt an der Great Basin Divide, mit dem West Fork Carson River im Osten und dem South Fork American River im Westen.
Der historische Pass war während des kalifornischen Goldrauschs Teil des Carson Trails und wurde bis zur Fertigstellung der ersten transkontinentalen Eisenbahn für den Gütertransport nach Kalifornien genutzt. Der Pacific Crest Trail kreuzt den Carson Pass; hier befindet sich die California Historical Landmark Nr. 315 an der Stelle, wo Kit Carson seinen Namen in einen Baum ritzte. Der Pass ist nach Kit Carson benannt.

## Geschichte
Die Frémont-Expedition von 1844 wandte sich vom Norden Nevadas nach Süden. Als die Expedition am 31. Januar 1844 im Tal des später so genannten Carson River lagerte, schlug der Führer Kit Carson vor, in Sutter’s Fort jenseits der Sierra Nevada Nachschub zu besorgen. Lokale Washoe-Indianer berichteten von einer Route durch die Berge, warnten jedoch davor, den Weg bei winterlichen Wetterbedingungen zu benutzen. Frémont ignorierte den Rat und leitete die Gruppe nach Westen. Sie fanden in den verschneiten Bergen weder Nahrung noch Wild und mussten ihre Hunde, Pferde und Maultiere essen, um zu überleben. Am 14. Februar erstiegen Frémont und sein Kartograph Charles Preuss den Red Lake Peak und waren die ersten dokumentierten Weißen, die den Lake Tahoe in der Ferne sahen. Am 21. Februar überquerte die Expedition den heutigen Carson Pass westlich des Red Lake und erreichte Sutter’s Fort am 6. März ohne Todesopfer.
Im Sommer 1848 erkundeten Mormonen, die Kalifornien verließen und nach Utah reisten, den späteren Carson Trail über die Sierra Nevada von Sly Park in Kalifornien über den Carson Pass ins Tal des Carson River. Der Carson Trail wurde in der Zeit des Goldrausches zu einer der Hauptrouten durch die Sierra Nevada nach Kalifornien. Brigham Young evakuierte im Juli 1857, kurz nach dem Ausbruch des Utah-Krieges, mormonische Siedler rund um den Carson Pass.

## Maiden’s Grave
1850 wurde die junge Rachel Melton westlich des Carson Passes begraben. Ihre Familie war von Iowa nach Kalifornien unterwegs, als Rachel krank wurde. Die Familie blieb vor Ort, damit sich Rachels Gesundheitszustand verbesserte, aber sie starb. Die Stätte ist heute eine California Historical Landmark.